# Адриану, Кивели
Кивели Адриану (греч.  Κυβέλη Αδριανού; 13 июля 1888, Смирна — 26 мая 1978, Афины — одна из самых известных греческих актрис первой половины XX века. В истории современного греческого театра известна просто как Кивели ( Κυβέλη  — см. Кибела).

## Детство и юность
Кивели родилась в османской Смирне, сохранявшей в конце XIX века своё коренное греческое православное население и свой греческий характер. Столица древней Ионии и один из важнейших центров империи, Смирна, в силу доминирования греческого населения:15 и европейского характера города, именовалась турками «Гявур Измир» (тур. Gâvur İzmir — «Неверная Смирна»).
О её физических родителях ничего не известно — она была подкинута младенцем семье сапожника Анастасия Адрианоса в 1890 году (по другим источникам в 1884 или в 1887 году). Анастасий Адрианос и его жена, Мария, удочерили девочку и дали ей имя Кивели, согласно имени которое было написано на медальоне висевшем на шее подкидыша. Мария работала в доме Димитриоса Леонардоса (высокопоставленного османского служащего), который принял на себя все расходы связанные с девочкой.
Её театральный талант развился спонтанно, в попытках маленькой девочки вернуть улыбку своим приёмным родителям, потерявшим своего сына в Бразилии.
В доме Адрианоса с маленькой Кивели познакомился преподаватель декламации М. Сигалас, который дал ей в марте 1901 года ряд уроков, после чего представил её на конкурсе своих учениц. Кивели Адриану получила первый приз, что стало причиной того что её родители, которые собирались сделать её швеей, изменили свои планы.
При финансовой поддержке Д. Леонардоса, Кивели записалась в драматическую школу Королевского театра греческой столицы, хотя ещё не достигла возраста 15 лет. Через 3 месяца, в сентябре 1901 года, школа прервала свою работу, но Кивели была принята Константином Христоманосом в театральную труппу Новой сцены, которая начала формироваться из молодых актёров любителей, среди которых были С. Скипис, М. Мират, Д. Деварис, поэт А. Сикелианос и его сестра Э. Пассаяни.

## «Новая Сцена» и первое замужество
В первом представлении «Новой Сцены» в Муниципальном театре Афин, Кивели выступила впервые и в роли Джульеты в сцене в саду в трагедии Шекспира, «Ромео и Джульетта».
После этого успеха, последовали выступления в «Алкеста» Еврипида в роли горничной, в «Дикой утке» Ибсена в роли Хедвиги, в «Трактирщице» К. Гольдони, в результате которых она получила признание не только публики, но и театральных критиков. С этого момента Кивели стала основным лицом Новой сцены, а после роли «невинного» которую она сыграла в пьесе Арлезианка (L’Arlésienne) французского драматурга Альфонса Доде (Alphose Daudet) (28 июля 1902) её известность в театральной жизни греческой столицы достигла апогея.
В 1903 году Кивели вышла замуж за своего коллегу по Новой Сцене, М. Мирата, от которого родила сына Александра и известную в дальнейшем актрису Миранду Мират.
Однако, как следует из её дальнейших заявлений, Мирата она не любила, а вышла замуж чтобы «заткнуть рот» своей матери, недовольной её театральной и личной жизнью.
Своим детям (и внукам) от Мирата в будущем она заявляла: «Вы дети и внуки мужчины, которого я ненавидела».
Изменяя Мирату с его приятелем, состоятельным и молодым театральным предпринимателем Костасом Теодоридисом, в конечном итоге в 1906 году Кивели бросила семью и уехала с ним в Париж, что стало темой в афинской прессе. Для консервативной греческой столицы тех лет она стала олицетворением стереотипа актрисы бросившей мужа и детей ради любовника.

## Труппа Кивели

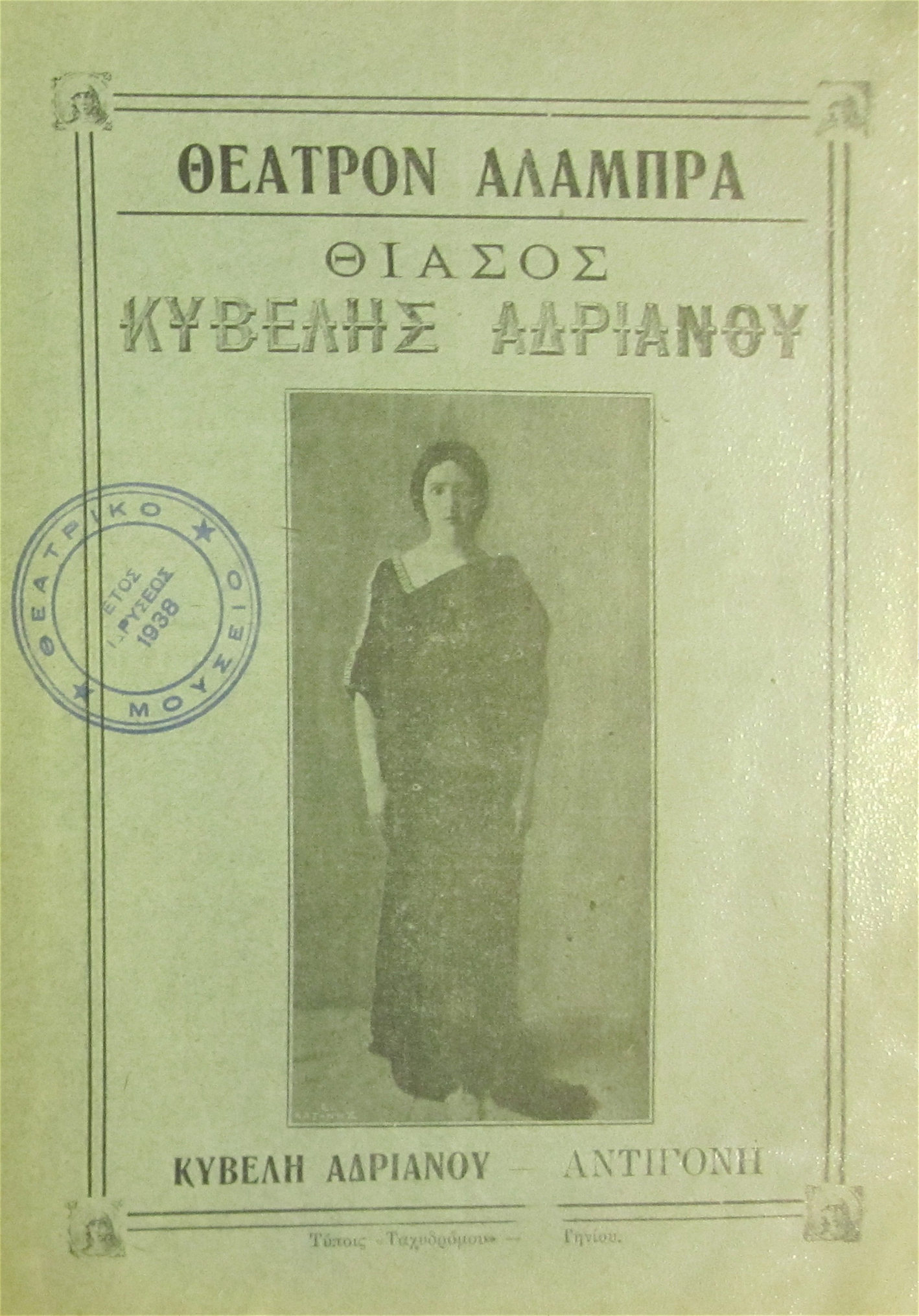
Кивели в роли Антигоны, Египет 1910 год

В начале 1906 года, Кивели создала собственую труппу, вместе с комедийным актёром и также выходцем из Смирны, как и она, Константином Саёром.
Труппа распалась с её отъездом в Париж. Кивели со своим вторым мужем и родившейся в Париже дочерью (будущая известная актриса Алики Николаиди — Феодориди, 1907—1995, супруга юриста и писателя Н. Николаидиса, известного как Пол Нор), вернулись в Афины через 10 месяцев. При финансовой поддержке мужа, она воссоздала труппу, на этот раз исключительно свою.
До 1932 года, в качестве руководительницы труппы и главной героини, она поставила множество работ греческих и иностранных драматургов, в том числе Г. Ксенопулоса, С. Скиписа, Сп. Меласа, Д. Коромиласа, Д. Тагопулоса, принца Николая, Т. Синадиноса, П. Хорна, И. Полемиса, Д. Богриса, А. Провеленгиоса, Н. Ласкариса, М. Лидорикиса, Ибсена, Д’Аннунцио, Метерлинка, Горького.

### Соперничество с Марикой Котопули и его политический аспект
Главной соперницей Кивели на греческой сцене перед Первой мировой войной была Марика Котопули.
Политическая конфронтация премьер-министра Э. Венизелоса. и короля Константина, в вопросе вступления Греции в войну, привела к Национальному расколу, и приобрела неожиданный оттенок в театральной жизни.
Исходя из политических убеждений двух актрис, их театральные представления стали носить политический характер. Сторонники Венизелоса рукоплескали Кивели, его противники рукоплескали Котопули.
В результате, театральные представления часто заканчивались драками на улицах Афин между фанатическими почитателями Кивели и Котопули (в действительности между сторонниками Венизелоса и короля).
Обострение политической обстановки в ноябре 1916 года, вынудило Кивели, как сторонницу Венизелоса, бежать в Париж, где она вошла в узкий круг друзей Венизелоса.

### Смирна

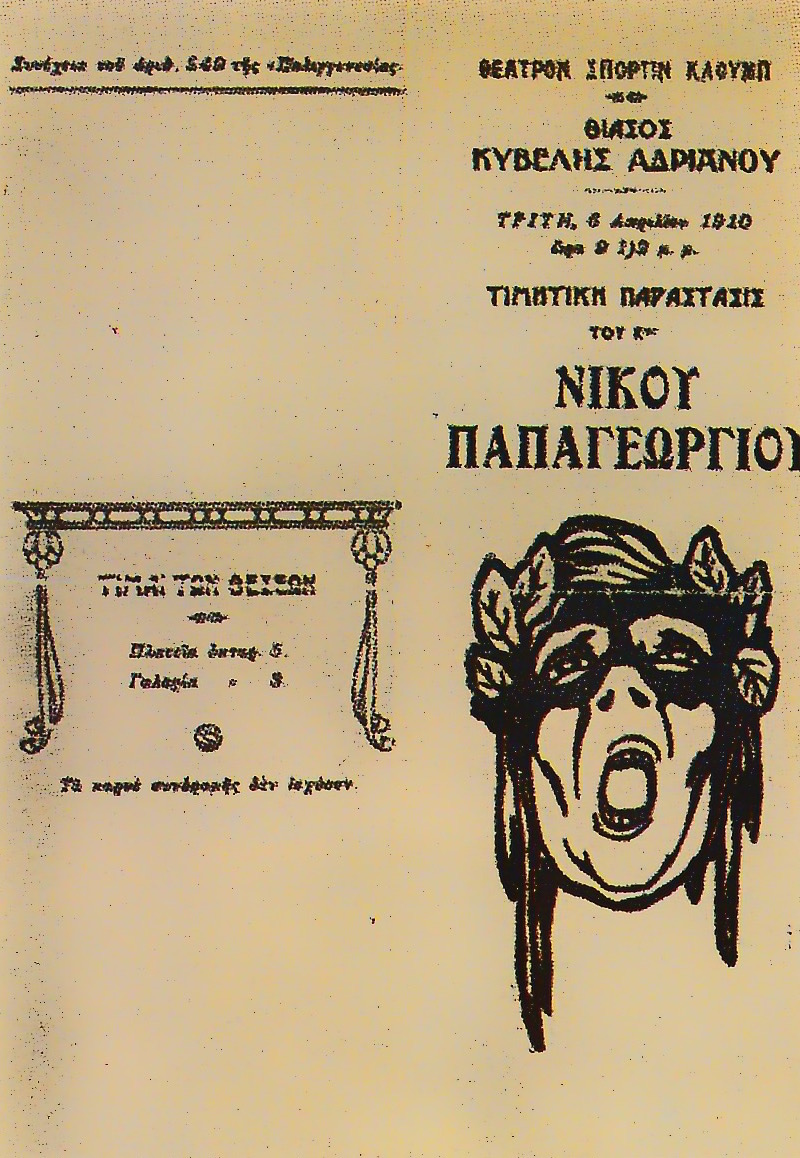
Программа представления труппы Кивели в греческом театре «Спортинг клуба», Смирна 1910 год

Кивели не прерывала связей с родным городом, тем более, что Смирна, оставаясь в пределах Османской империи, была одной из театральных греческих столиц.
Кивели со своей труппой дала представления в Смирне в 1909, 1910, 1911, 1912 годах.
После Балканских войн (1912—1913), Кивели со своей труппой успела дать представление в Смирне в 1914 году, перед началом Первой мировой войны.
С окончанием войны и согласно 7-й статье Мудросского перемирия между Антантой и потерпевшей поражение Османской империей, союзники имели право на оккупацию любого города имеющего стратегическое значение. 12 мая 1919 года союзники приняли решение предоставить оккупацию Смирны Греции.
Высадка в Смирне состоялась 2/15 мая и предполагалась мирной.
По стечению обстоятельств, Кивели и её труппа, которая в очередной раз давала представления в Смирне, оказалась в первых рядах (греческого) населения города, встречавшего своих освободителей.
Это подтверждает в своих книгах уроженец Смирны и театральный писатель и историк Д. Фотиадис, который в декабре 1918 года прибыл в Смирну в составе персонала плавучего госпиталя «Амфитрити» Красного креста Греции:A-171 и работал в греческом госпитале Св. Харлампия. Кивели и её труппа была среди официальных лиц города, включая митрополита Хризостома, стоявших в ожидании высадки 1/38 полка эвзонов на набережной у здания «Клуба охотников».
С началом высадки, труппа Кивели начала петь Гимн свободе, который был подхвачен народом:А-180. Само присутствие труппы Кивели, актрисы которой были одеты в древние хитоны, придавало этому историческому событию театральный характер.
Последний раз труппа Кивели дала представление в Смирне в 1920 году.

## Георгиос Папандреу
В 1920 году Кивели со своей труппой прибыла на гастроли на остров Хиос, где совершенно неожиданно обнаружила, что цензура, в лице исполняющего обязанности губернатора острова, Георгиоса Папандреу, наложила запрет на представление её труппы. Кивели пошла к губернатору разбираться. Знакомство с Папандреу послужило началом внезапной и страстной любви и привело к её второму разводу.
Позже она говорила, что «если бы я не встретила Георгиоса, я бы не узнала что такое любовь».
Она вышла замуж за Папандреу в 1928 году, когда им обоим было около 40 лет.
В том же году родился их сын, также Георгиос. К последнему своему ребёнку Кивели питала особую слабость.

## Уход со сцены
В 1932 и 1934 годах, в качестве художественного ответа на создание (после приостановки деятельности Королевского театра) Национального театра (который был создан за подписью министра образования, её мужа Г. Папандреу), Кивели сотрудничала со своей главной соперницей на греческой сцене, Марикой Котопули.
Однако муж настаивал на том чтобы она прекратила работать актрисой и она пошла на эту «великую жертву». Кивели ушла со сцены на 15 лет, за исключением одного единственного участия в пьесе С. Меласа «Назад к Земле».

## В годы Второй мировой войны
С началом тройной, германо-итало-болгарской, оккупации Греции, Папандреу выбрался на Ближний Восток.
В апреле 1943 года Кивели также выбралась морем на Ближний Восток и следовала за своим мужем, который стал премьер-министром эмиграционного правительства, в Ливан, Египет и в Италию.
Кивели вернулась с мужем в освобождённые Народно-освободительной армией Греции Афины, где премьер-министр Г. Папандреу, стал одним из протагонистов кровавых декабрьских событий.
В последующие годы Папандреу увлёкся чилийской певицей РозитойСеррано (Rosita Serrano) и к 1949 году чета Папандреу — Кивели были по существу в разводе.

## Возвращение на сцену
С лета 1950 года Кивели вновь сотрудничает с Марикой Котопули в пьесе «Дети Эдуарда», после чего играла в Национальном театре в пьесе шотландского драматурга Джеймса Брайди «Дафни Лореола».
В 1952 году она вновь играла с Марикой Котопули в пьесе Ж. Кокто «Ужасные родители».

## В кинематографе
Кинематографическая деятельность Кивели ограничилась тремя фильмами:
- «Дурная дорога», 1933, совместное греко-турецкое производство (Κακός δρόμος)
- «Астеро», 1937 (Αστέρω), в котором она снялась вместе со своей дочерью, Алики Иеодориду-Нор.
- «Неизвестная», 1954 (Η άγνωστος) Лины Флериану, в котором она снялась вместе со своей дочерью Алики Теодориду-Нор и внучкой Кивели Теохари.

## Последние годы
Г. Папандреу умер в 1968 году. Поскольку Кивели официально не была разведена с бывшим премьер-министром, пришедшая к власти за год до этого военная хунта чёрных полковников запросила её разрешения на официальную похоронную процессию «за государственный счёт». В Греции это является признанием государством большого вклада покойного в какой либо спектр жизни страны.
Кивели отказалась, заявив что примет на себя все расходы, что само по себе было политическим шагом и означало непризнание узурпировавшего власть военного правительства. Похороны Г. Папандреу стали многотысячной антидиктаторской демонстрацией.
Сама Кивели тяжело заболела в 1977 году и год пролежала в афинской больнице «Эвангелизмос».
Кивели умерла 26 мая 1978 года, в окружении своих 4 детей (Александра и Миранды от Мирата, Алики от К. Феодоридиса, Георгиоса от Г. Папандреу, который приходился братом по отцу будущему премьер-министру Андреасу Папандреу), 3 внуков, 6 правнуков и 5 праправнуков.

## Память

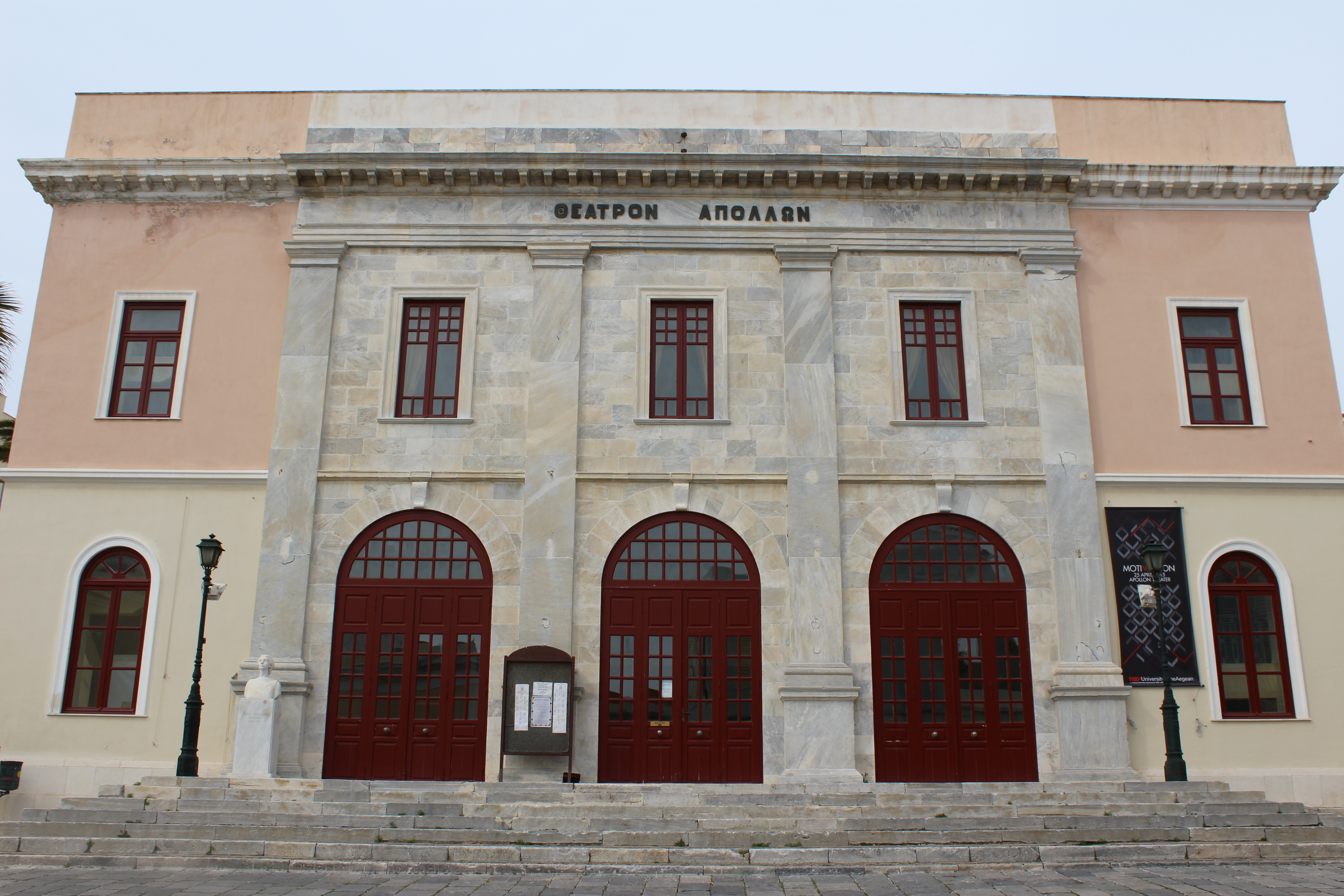
Театр «Аполлон» в городе Эрмуполис

Институт (наследия) Кивели создан в городе Эрмуполис на острове Сирос.
Эрмуполис был избран при создании института — фонда, по причине того, что здесь, в возрасте 16 лет и вместе со своим первым мужем Д. Миратом, Кивели выступила в представлении труппы Константина Христоманоса.
В городе также находится т. н. «Дом Кивели», который функционирует как музей.